# Барбеллино-Натурале
Барбеллино-Натурале (итал. Lago del Barbellino Naturale) — озеро на севере Италии, расположенное в провинции Бергамо административного региона Ломбардия.
Озеро находится в между городами Бергамо и Сондрио, над водохранилищем Барбеллино. По берегам озеро ограничивается горами Чиме-ди-Каронелла (итал. Cime di Caronella), Пассо-ди-Каронелла (итал. Passo di Caronella), Монте-Торена (итал. Monte Torena), Пиццо-Стринато (итал. Pizzo Strinato) и Монте-Костоне (итал. Monte Costone). Озеро располагается в природном углублении, куда стекаются потоки от таяния снега, частых дождей и более мелких озёр, лежащих в направлении Пассо-ди-Пила и Пассо-ди-Каронелла.
До Барбеллино-Натурале можно добраться из Вальбондионе, проехав мимо водохранилища Барбеллино, где есть места для проживания туристов. Путь отмечен указателями и не представляет затруднений для пешеходов. На все возвышенности вокруг озера можно подняться.